# Podzagnańszcze
Podzagnańszcze – wieś w Polsce położona w województwie świętokrzyskim, w powiecie skarżyskim, w gminie Łączna.
| SIMC    | Nazwa     | Rodzaj     |
| ------- | --------- | ---------- |
| 0274134 | Pocieszka | przysiółek |

W latach 1975–1998 miejscowość należała administracyjnie do województwa kieleckiego.
Przez wieś przechodzi  zielony szlak turystyczny ze Starachowic do Łącznej.